# Alex Lawther
Alex Lawther (Petersfield, 4 de maio de 1995) é um ator britânico. Tornou-se reconhecido por interpretar Alan Turing durante a juventude em The Imitation Game, filme o qual lhe rendeu o London Film Critics' Circle em 2017 ele também foi reconhecido pela série, The End of the F***ing World, onde ele protagonizou no papel de James, e por ter feito parte do elenco de Black Mirror, ambas as séries são da Netflix.

## Vida pessoal
Lawther nasceu em Petersfield, Inglaterra. É o mais novo de três irmãos, ele disse que sua inspiração de ser um ator veio de ter que fazer seus próprios jogos para se divertir quando criança. Seus pais trabalham em direito, enquanto seu irmão mais velho, Cameron Lawther, é produtor de filmes, e sua irmã mais velha, Ellie Lawther, trabalha em políticas públicas. Em 2010, os irmãos trabalharam juntos no The Fear.
Em uma ocasião, Lawther afirmou parar de usar redes sociais. Também se define de esquerda e é descrito como hesitante em falar sobre sua vida pessoal.
Em 2020, co-assinou uma carta aberta ao governo britânico para proibir a terapia de conversão sexual para jovens LGBTs.

## Filmografia

### Cinema
| Ano  | Título                               | Papel                       |
| ---- | ------------------------------------ | --------------------------- |
| 2013 | Benjamin Britten: Peace and Conflict | Benjamin Britten            |
| 2014 | The Imitation Game                   | Alan Turing (jovem)         |
| 2014 | X+Y                                  | Isaac Cooper                |
| 2016 | Departure                            | Elliot                      |
| 2017 | Freak Show                           | Billy Bloom                 |
| 2017 | Ghost Stories                        | Simon Rifkind/junior doctor |
| 2018 | Old Boys                             | Amberson                    |

### Televisão
| Ano       | Título                       | Papel       | Notas                        |
| --------- | ---------------------------- | ----------- | ---------------------------- |
| 2014      | Holby City                   | Fred Bamber | 1 Episódio                   |
| 2016      | Black Mirror                 | Kenny       | 1 Episódio (Manda Quem Pode) |
| 2017      | Carnage                      | Joseph      | Mocumentário                 |
| 2017      | Howards End                  | Tibby       | Minissérie                   |
| 2017-2019 | The End of the F***ing World | James       | Channel 4                    |
| 2022      | Star Wars: Andor             | Karis Nemik | A partir do episódio 4       |

### Teatro
| Ano       | Título                 | Papel          | Local                       |
| --------- | ---------------------- | -------------- | --------------------------- |
| 2011 2012 | South Downs            | John Blakemore | Chichester Festival Theatre |
| 2013      | Fault Lines            | Ryan           | Teatro Hampstead            |
| 2014      | The Glass Supper       | Jamie          | Teatro Hampstead            |
| 2015      | Crushed Shells and Mud | Derek          | Southwark Playhouse         |
| 2017      | The Jungle             | Ele Mesmo      | Young Vic Theatre           |

### Clipes Musicais
| Anos | Título                     | Artista        | Álbum | Papel     |
| ---- | -------------------------- | -------------- | ----- | --------- |
| 2020 | "The Key to Life on Earth" | Declan McKenna | Zeros | Ele mesmo |

## Prêmios e indicações
| Ano  | Prêmio                                     | Categoria                                | Indicação          | Resultado | Refs.  |
| ---- | ------------------------------------------ | ---------------------------------------- | ------------------ | --------- | ------ |
| 2013 | WhatsOnStage Awards                        | Melhor Estreante                         | South Downs        | Indicado  | [ 14 ] |
| 2014 | Festival de Cinema de Londres              | Melhor Estreia Britânica                 | O Jogo da Imitação | Indicado  | [ 15 ] |
| 2015 | London Film Critics' Circle Awards         | Jovem Ator Britânico do Ano              | O Jogo da Imitação | Venceu    | [ 16 ] |
| 2016 | Festival Internacional de Cinema de Dublin | Melhor Ator                              | Departure          | Venceu    | [ 17 ] |
| 2016 | Dinard British Film Festival               | Menção Especial - Atores                 | Departure          | Venceu    | [ 18 ] |
| 2018 | Fright Meter Awards                        | Melhor Ator Coadjuvante                  | Ghost Stories      | Indicado  | [ 19 ] |
| 2019 | Obie Awards                                | Menção Especial - Elenco e Time Criativo | The Jungle         | Venceu    | [ 20 ] |